# バーレーン・ディナール
ディナールは、バーレーンの通貨。1965年に、それまでの湾岸ルピーに代わって発行され、10ルピー＝1ディナールのレートで交換された。ディナールとは、古代ローマ帝国のデナリウス銀貨を由来とする。
1965年、1、5、10 、25、 50 、100フィルス硬貨が発行された。1 、5、 10フィルスは青銅で、25、 50 、100フィルスは白銅貨だった。1966年以降、1フィルス硬貨は鋳造されていない。1992年、5、 10フィルスの青銅貨とバイメタル貨の100フィルスが新たに発行され、2000年にはバイメタル貨の500フィルス貨が発行された。
1965年、バーレーン通貨委員会は100フィルス, ¼, ½, 1, 5、10ディナール紙幣を発行した。 1973年、バーレーン通貨庁が½, 1, 5、10、20ディナール紙幣の発行を引き継ぎ、2006年には通貨庁はバーレーン中央銀行と改名した。

## 固定相場制
1980年12月、バーレーンは固定為替相場を導入し、1アメリカドル＝0.376バーレーン・ディナールに固定された。それにより、1ディナールはほぼ10サウジアラビア・リヤルに固定されることとなった。